# Pozostawieni w tyle
Pozostawieni w tyle (także: Pozostawieni; ang. Left Behind: The Movie, 2000) − pierwszy film oparty na serii książek Powieści o czasach ostatecznych autorstwa Tima LaHaye'a i Jerry'ego B. Jenkinsa.

## Obsada
- Kirk Cameron − reporter Cameron "Buck" Williams
- Brad Johnson − Rayford Steele
- Janaya Stephens − Chloe Steele
- Clarence Gilyard Jr. − Bruce Barnes
- Colin Fox − Chaim Rosenzweig
- Gordon Currie − Nicolae Carpathia
- Chelsea Noble − Hattie Durham
- Daniel Pilon − Jonathan Stonegal
- Anthony DeSantis − Joshua Cothran
- Jack Langedijk − Dirk Burton
- Krista Bridges − Ivy Gold
- Thomas Hauff − Steve Plank
- Neil Crone − Ken Ritz

## Krytyka
Film został szeroko skrytykowany i otrzymał zaledwie 16% pozytywnych ocen na stronie Rotten Tomatoes.

## Usunięte sceny
Następujące sceny zostały usunięte, od roku 2005 nie pojawiały się na wersji DVD:
- rozszerzona wersja rozmowy między Cameronem Williamsem a Chloe Steele, na swojej drodze widzą Kena Ritza (miał wyjawić więcej myśli na temat tajemniczych zniknięć),
- Bruce Barnes szukający taśmy z przesłaniem pastora Vernona Billingsa.